# 小行星1871
小行星1871（1871 Astyanax）是一颗围绕太阳公转的小行星。1971年3月24日，C. J. 万·豪敦、I. 万·豪敦-格勒内费尔德、T. 赫雷爾斯在帕洛马山发现了此天体。
該小行星以希臘神話的人物阿斯提阿那克斯命名。
这颗小行星的绝对星等为166.71907等。